# Uludaghia gerdae
Uludaghia gerdae är en insektsart som beskrevs av Willy Adolf Theodor Ramme 1951. Uludaghia gerdae ingår i släktet Uludaghia och familjen vårtbitare. Inga underarter finns listade i Catalogue of Life.